# Trimezia sobolifera
Trimezia sobolifera är en irisväxtart som beskrevs av Pierfelice Ravenna. Trimezia sobolifera ingår i släktet Trimezia och familjen irisväxter. Inga underarter finns listade i Catalogue of Life.